# 孫氏
孫氏（そんし）は、漢姓の一つ。

## 中国
2020年の中華人民共和国の第7回全国人口調査（国勢調査）に基づく姓氏統計によると中国で12番目に多い姓であり、1944.33万人がいる。一方、台湾の2018年の統計では第49位で、86,107人がいる。
正史『新唐書』巻七十三の宰相世系三下（略して宰相世系表ということが多い）では、孫氏の3つの流れを書いている。以下、『新唐書』宰相世系表及びそれを増補した『古今図書集成』明倫彙編巻百四十五の「孫姓部彙考」、宰相世系表や歴代正史を元に考証した歴史学者石井仁の『富春孫氏考』に依って記す。
- 羋姓孫氏
  - 春秋楚の公族である孫叔敖（蔿艾猟）がおり、その子孫は孫氏と称したという。[4]

- 姫姓孫氏
  - 衛康叔の八世の孫、衛の武公和の子孫が称したとされる。晋の仙人孫登がこの子孫である。[5]

- 嬀姓孫氏（陳氏・田氏）
  - 孫氏で最も栄えたのはこの嬀姓孫氏である。この家は元々陳無宇の三男の陳書（孫書）が莒を討伐して、その功績により孫姓を与えられたものである。

『新唐書』宰相世系表には、「四世の孫を桓子無宇という。無宇に恆・書の二子あり。書字は子占，齊の大夫なり、莒を伐って功有り、景公、孫氏を賜姓し，食采を楽安に於いてす。」とある。このことからこの系統を楽安孫氏という。この孫書の孫が兵法家である著名な孫武である。孫武は「孫子」（呉孫子）と尊称され、後にその業績は『孫子兵法』として伝えられた。孫武の息子を孫明といい、富春を領地としたことからこの系統を富春孫氏という。孫明の子が戦国時代の兵法家で自らも「孫子」（斉孫子）と尊称され斉に仕えて活躍した孫臏である。その後、富春孫氏は前漢・後漢を通じて地方の官吏を歴任し、後漢の孫堅及び孫策親子の代になって急激に勢力を伸ばすことに成功した。石井仁は『後漢書』に、前漢武帝末期の富春孫氏の孫幸なる人物が海南島で原住民に襲われて死亡した記録があることなどから、海上貿易で富を蓄えていたのではないかとしている。
富春孫氏の孫堅の家系は孫策の弟・孫権が、兄の死後その家督を継承し、三国時代において呉を建国した。楽安孫氏からは蜀の孫乾などが出ている。その後、呉は晋により滅亡させられるが、その後も楽安孫氏・富春孫氏ともに繁栄し、楽安孫氏からは唐代に二人の宰相を出している。富春孫氏からは中華民国の臨時大総統孫文が出た。富春は富陽と改められ、現在では浙江省富陽市という。現在では孫氏の末裔は現在の浙江省杭州市富陽区南部の龍門古鎮という村に住んでいるとされ、この村では9割の人間が孫姓であり、9月1日の孫権の誕生日を祝日としている。
また、同じ富陽区の場口鎮の外れにある集落にも孫氏の末裔がいるとされ、「孫氏宗祠」を守っている。

### 著名な人物
- 孫叔敖 - 春秋時代の政治家。楚の荘王に仕え、荘王に天下の覇権を握らせた。
- 孫武 - 春秋時代の武将・軍事思想家。兵法書『孫子』の作者。
- 孫臏 - 戦国斉の軍人・思想家。兵家の代表的人物の一人。孫武の子孫。
- 孫程 - 後漢中期の宦官。後漢の安帝 (漢)の外戚閻氏を誅殺した。
- 孫堅 - 後漢末期の武将。
- 孫策 - 後漢末期の武将。孫堅の長男。
- 孫権 - 三国時代の呉 (三国)の初代皇帝。孫策の弟。
- 孫登 - 三国時代の呉の皇族。孫権の太子。早世し、二宮事件の発端となった。
- 孫和 - 三国時代の呉の皇族。孫権の子。
- 孫覇 - 三国時代の呉の皇族。孫権の子。
- 孫亮 - 三国時代の呉の二代皇帝。孫権の末子。
- 孫峻 - 三国時代の呉の武将・政治家。孫堅の従曾孫(孫堅の弟・孫静の曾孫)。
- 孫休 - 三国時代の呉の三代皇帝。孫権の子。
- 孫綝 - 三国時代の呉の武将・政治家。孫峻の従兄弟。
- 孫晧 - 三国時代の呉の最後の皇帝。孫和の子。
- 孫文 - 政治家・革命家。初代中華民国臨時大総統。「中国革命の父」・「国父」。
- 孫伝芳 - 清末民初の軍人。

## ベトナム
孫（トン）は、ベトナムの姓の一つ。

### 著名な人物
- トン・ドゥック・タン（孫徳勝） - ベトナム民主共和国・ベトナム社会主義共和国の政治家。

## 琉球
孫（そん）は、琉球王国の士族が持った唐名（からなー）の姓の一つ。

### 氏族
- 孫氏平田家